# Manganosite
La manganosite è un minerale.

## Abito cristallino
I cristalli di manganosite sono ottaedrici, talvolta cubici o dodecaedrici.

## Origine e giacitura
Origine metamorfica, in depositi ricchi in manganese o miniere di manganese e zinco.

## Forma in cui si presenta in natura
La manganosite si presenta in masse granulari di colore verde scuro. I cristalli ottaedrici sono estremamente rari.